# Yaw Amankwah
Yaw Ihle Amankwah (Bergen, 7 luglio 1988) è un ex calciatore norvegese, di ruolo difensore.

## Carriera

### Club
Amankwah ha cominciato la carriera con la maglia del Fana, in 2. divisjon. Nell'estate 2007, si è allenato più volte con il Brann. Successivamente, il Brann ha così deciso di tesserarlo e ha pagato 280.000 corone come risarcimento, più un'ulteriore somma da versare al raggiungimento di un certo numero di presenze ed una percentuale sulla futura rivendita del difensore. Amankwah ha terminato il campionato 2007 col Fana, per poi aggregarsi al Brann dal 2008.
Ha esordito col Brann il 7 giugno 2008, quando è stato schierato titolare nella vittoria per 2-3 sul campo dell'Austevoll, in una sfida valida per il Norgesmesterskapet 2008. Il 28 giugno seguente ha invece debuttato in Eliteserien, impiegato dal primo minuto nel pareggio a reti inviolate maturato in casa dell'HamKam. Nella sua prima stagione in squadra, ha totalizzato 5 presenze tra campionato e coppa, senza alcuna rete all'attivo.
Nel 2009, a causa della folta concorrenza nel suo ruolo, è stato ceduto in prestito all'Alta, compagine militante in 1. divisjon. La prima partita con questa maglia l'ha giocata contro lo Stavanger, in data 5 aprile: la sua squadra è uscita dall'incontro con una sconfitta interna per 1-3. Il 10 maggio ha segnato la prima rete per l'Alta, nella vittoria per 1-2 sul campo dello Skarp. Il 29 luglio ha segnato la prima rete in campionato, nella vittoria per 3-1 sul Løv-Ham. Con la maglia dell'Alta, ha collezionato 26 apparizioni in campionato con 4 reti, oltre ad altre 2 nella Coppa, con una marcatura.
Tornato al Brann per il campionato 2010, Amankwah ha avuto maggiore spazio in squadra, anche per via delle partenze di Kristján Örn Sigurðsson e Kristian Flittie Onstad. Nel corso di questa stessa annata, ha rinnovato il contratto che lo legava al club per altre tre stagioni. Il 7 novembre 2010 ha segnato la prima rete per il Brann, nel pareggio interno per 1-1 contro l'Odd Grenland. Nell'annata successiva, il suo spazio è diminuito: complici gli arrivi di Zsolt Korcsmár, Lars Grorud e Christian Kalvenes, ha disputato 8 partite di campionato. Questa è stata l'ultima stagione al Brann, da cui si è congedato con 36 presenze e una rete tra tutte le competizioni.
Nel 2012, Amankwah è stato ingaggiato dal Sandefjord. Ha esordito in squadra il 9 aprile, schierato titolare nella vittoria per 2-3 in casa dell'HamKam. Il 29 luglio dello stesso anno ha siglato il primo gol in squadra, sancendo la vittoria per 1-0 sull'Hødd. Nel campionato 2014 ha fatto parte della squadra che si è classificata al 1º posto finale, centrando così la promozione in Eliteserien. Il 17 marzo 2015 ha allora rinnovato il contratto con il Sandefjord, legandosi con un accordo valido fino al 31 dicembre successivo. Nell'estate dello stesso anno ha però subito un infortunio al legamento che gli ha fatto terminare la stagione anzitempo: Amankwah ha totalizzato così 8 presenze in annata tra campionato e coppa, con il Sandefjord che è retrocesso al termine del campionato. Si è svincolato il 1º gennaio 2016.
Scaduto il contratto che lo legava al Sandefjord, Amankwah ha continuato ad allenarsi con il resto della squadra, senza raggiungere un accordo per il rinnovo. Il 22 marzo 2016, Amankwah ha ufficializzato il suo passaggio al Tønsberg, compagine militante in 2. divisjon, terzo livello del campionato norvegese. Amankwah e Tønsberg hanno raggiunto un accordo per cui il giocatore si sarebbe potuto liberare dal contratto in essere in caso di una chiamata dalle categorie superiori, durante l'estate successiva.
Ha esordito in squadra il 23 aprile, schierato titolare nel successo maturato sul campo del Flekkerøy, con il punteggio di 0-1. Il 5 giugno ha trovato la prima rete, nel successo casalingo per 4-1 sull'Asker. Ha totalizzato 19 presenze e una rete nel corso di quella stagione.
Dopo aver sostenuto un provino con la squadra, in data 24 gennaio 2017 i danesi dell'Hobro – militanti in 1. Division – hanno reso noto d'aver ingaggiato Amankwah, che si è legato al club con un contratto valido fino al termine della stagione.
Il 25 giugno 2019 è stato reso noto il suo rientro in Norvegia per giocare nelle file dello Stabæk, a cui si è legato fino al 31 dicembre 2021: l'accordo sarebbe stato ratificato a partire dal 1º agosto, alla riapertura del calciomercato locale.
L'8 marzo 2022 ha annunciato il proprio ritiro dal calcio professionistico.

## Statistiche

### Presenze e reti nei club
Statistiche aggiornate al 5 giugno 2022.
| Stagione          | Club              | Campionato        | Campionato | Campionato | Coppe nazionali | Coppe nazionali | Coppe nazionali | Coppe continentali | Coppe continentali | Coppe continentali | Supercoppe | Supercoppe | Supercoppe | Totale | Totale |
| Stagione          | Club              | Comp              | Pres       | Reti       | Comp            | Pres            | Reti            | Comp               | Pres               | Reti               | Comp       | Pres       | Reti       | Pres   | Reti   |
| ----------------- | ----------------- | ----------------- | ---------- | ---------- | --------------- | --------------- | --------------- | ------------------ | ------------------ | ------------------ | ---------- | ---------- | ---------- | ------ | ------ |
| 2006              | Fana              | 2D                | ?          | ?          | CN              | ?               | ?               | -                  | -                  | -                  | -          | -          | -          | ?      | ?      |
| 2007              | Fana              | 2D                | ?          | ?          | CN              | ?               | ?               | -                  | -                  | -                  | -          | -          | -          | ?      | ?      |
| Totale Fana       | Totale Fana       | Totale Fana       | ?          | ?          |                 | ?               | ?               |                    | -                  | -                  |            | -          | -          | ?      | ?      |
| 2008              | Brann             | ES                | 4          | 0          | CN              | 1               | 0               | UCL+CU             | 0                  | 0                  | -          | -          | -          | 5      | 0      |
| 2009              | Alta              | 1D                | 26         | 4          | CN              | 2+              | 1+              | -                  | -                  | -                  | -          | -          | -          | 28+    | 5+     |
| 2010              | Brann             | ES                | 20         | 1          | CN              | 0               | 0               | -                  | -                  | -                  | -          | -          | -          | 20     | 1      |
| 2011              | Brann             | ES                | 8          | 0          | CN              | 3               | 0               | -                  | -                  | -                  | -          | -          | -          | 11     | 0      |
| Totale Brann      | Totale Brann      | Totale Brann      | 32         | 1          |                 | 4               | 0               |                    | 0                  | 0                  |            | -          | -          | 36     | 1      |
| 2012              | Sandefjord        | 1D                | 23+1       | 1+0        | CN              | 2               | 0               | -                  | -                  | -                  | -          | -          | -          | 26     | 1      |
| 2013              | Sandefjord        | 1D                | 25         | 0          | CN              | 2               | 0               | -                  | -                  | -                  | -          | -          | -          | 27     | 0      |
| 2014              | Sandefjord        | 1D                | 19         | 1          | CN              | 2               | 0               | -                  | -                  | -                  | -          | -          | -          | 21     | 1      |
| 2015              | Sandefjord        | ES                | 5          | 0          | CN              | 3               | 0               | -                  | -                  | -                  | -          | -          | -          | 8      | 0      |
| Totale Sandefjord | Totale Sandefjord | Totale Sandefjord | 72+1       | 2+0        |                 | 9               | 0               |                    | -                  | -                  |            | -          | -          | 82     | 2      |
| 2016              | Tønsberg          | 2D                | 19         | 1          | CN              | 0               | 0               | -                  | -                  | -                  | -          | -          | -          | 19     | 1      |
| gen.-giu. 2017    | Hobro             | 1D                | 14         | 2          | CD              | -               | -               | -                  | -                  | -                  | -          | -          | -          | 14     | 2      |
| 2017-2018         | Hobro             | SL                | 23         | 0          | CD              | 3               | 1               | -                  | -                  | -                  | -          | -          | -          | 26     | 1      |
| 2018-2019         | Hobro             | SL                | 21         | 0          | CD              | 1               | 0               | -                  | -                  | -                  | -          | -          | -          | 22     | 0      |
| Totale Hobro      | Totale Hobro      | Totale Hobro      | 58         | 2          |                 | 4               | 1               |                    | -                  | -                  |            | -          | -          | 62     | 3      |
| ago.-dic. 2019    | Stabæk            | ES                | 15         | 1          | CN              | -               | -               | -                  | -                  | -                  | -          | -          | -          | 15     | 1      |
| 2020              | Stabæk            | ES                | 20         | 0          | -               | -               | -               | -                  | -                  | -                  | -          | -          | -          | 20     | 0      |
| 2021              | Stabæk            | ES                | 13         | 1          | CN              | 1               | 0               | -                  | -                  | -                  | -          | -          | -          | 14     | 1      |
| Totale Stabæk     | Totale Stabæk     | Totale Stabæk     | 48         | 2          |                 | 1               | 0               |                    | -                  | -                  |            | -          | -          | 49     | 2      |
| Totale            | Totale            | Totale            | 255+1+     | 8+0+       |                 | 20+             | 1+              |                    | 0                  | 0                  |            | -          | -          | 276+   | 9+     |